# Barycz (rzeka)
Barycz (niem. Bartsch) – rzeka w zachodniej Polsce, prawy dopływ Odry. Ma długość 139 km, a powierzchnia jej dorzecza wynosi 5526 km².

## Historia
W roku 1613 śląski regionalista i historyk Mikołaj Henel z Prudnika wymienił rzekę w swoim dziele o geografii Śląska pt. Silesiographia podając jej łacińskie nazwy: Bartha fl., Barusius, Bortha.

## Charakterystyka
Obszar źródłowy znajduje się w bagnach na południowy wschód od Ostrowa Wielkopolskiego. Tworzy go zespół krzyżujących się, bifurkujących cieków – Baryczy, Leniwej Baryczy oraz Gnilnej (Gniłej) Baryczy (dopływ Ołoboku). Płynie w kierunku zachodnim, uchodzi do Odry w okolicy Głogowa. Rzeka płynie zabagnioną doliną, z bardzo małym spadkiem (ok. 0,035%). W dolinie Baryczy znajdują się siedliska rzadkiego ptactwa wodnego. W 1996 roku utworzono Park Krajobrazowy Dolina Baryczy.
Nad Baryczą znajdują się Stawy Milickie i Stawy Przygodzickie.

## Dopływy
Dopływy Baryczy wymienione w Wykazie nazw wód płynących (kolejność od ujścia Baryczy do jej źródła):
- Polski Rów – rzeka – prawy – 51°41′19″N 16°16′53″E/51,688611 16,281389	śb. Śląski Rów
- Śląski Rów – rów – prawy – 51°41′29″N 16°19′17″E/51,691389 16,321389	dolny odcinek rowu
- Wiewiernica – struga – prawy – 51°40′53″N 16°20′13″E/51,681389 16,336944
- Uszczonowski, Kanał – kanał – prawy – 51°38′56″N 16°22′31″E/51,648889 16,375278
- Świernia – kanał – lewy – 51°37′53″N 16°27′47″E/51,631389 16,463056
- Stara Barycz – stare koryto – prawy – 51°37′01″N 16°30′24″E/51,616944 16,506667
- Tynica – rzeka – lewy – 51°36′42″N 16°31′11″E/51,611667 16,519722
- Dziczek – struga – prawy – 51°36′45″N 16°32′33″E/51,612500 16,542500 przez Zalew Ryczeń
- Chlastawa – struga – lewy – 51°35′43″N 16°35′21″E/51,595278 16,589167
- Źródlisko – potok – 51°35′36″N 16°36′25″E/51,593333 16,606944
- Bełcz – struga – 51°35′04″N 16°37′40″E/51,584444 16,627778
- Sąsiecznica – rzeka – lewy – 51°28′56″N 16°53′28″E/51,482222 16,891111
- Orla – rzeka – prawy – 51°34′07″N 16°39′56″E/51,568611 16,665556
- Łacha – rzeka – lewy – 51°32′09″N 16°42′59″E/51,535833 16,716389 gb. − Strupiński Rów
- Krępa – rzeka – lewy – 51°30′25″N 16°47′53″E/51,506944 16,798056
- Sowina – kanał – lewy – 51°28′51″N 16°53′47″E/51,480833 16,896389
- Ługa – kanał – prawy – 51°28′57″N 17°00′59″E/51,482500 17,016389
- Krępica – struga – lewy – 51°28′57″N 17°02′26″E/51,482500 17,040556
- Młynówka Jamnicka – struga – lewy – 51°28′34″N 17°02′46″E/51,476111 17,046111 przez (staw Jamnik)
- Niezgodzki, Kanał – kanał – prawy – 51°28′53″N 17°03′36″E/51,481389 17,060000
- Milicki Potok – potok – lewy – 51°31′17″N 17°14′37″E/51,521389 17,243611
- Prądnia – rzeka – lewy – 51°32′38″N 17°18′49″E/51,543889 17,313611
- Godnowski, Kanał – kanał – prawy – 51°33′12″N 17°19′49″E/51,553333 17,330278
- Polska Woda – rzeka – lewy – 51°33′21″N 17°23′32″E/51,555833 17,392222 gb. − Młyńska Woda
- Czarna Woda – rzeka – prawy – 51°33′02″N 17°28′55″E/51,550556 17,481944
- Złotnica – rzeka – lewy – 51°32′46″N 17°33′29″E/51,546111 17,558056
- Wisiołek – struga – lewy – 51°32′57″N 17°33′53″E/51,549167 17,564722
- Kuroch – rzeka – prawy – 51°33′18″N 17°34′19″E/51,555000 17,571944
- Dąbrówka – rzeka – lewy – 51°33′58″N 17°39′24″E/51,566111 17,656667
- Chynowski, Kanał – kanał – lewy – 51°34′56″N 17°49′21″E/51,582222 17,822500

Najważniejsze miejscowości
- wieś Przygodzice
- miasto Odolanów
- miasto Milicz
- wieś Sułów
- miasto Żmigród
- miasto Wąsosz
- wieś Wyszanów.